# Basílica de San Francisco de Paula
La basílica de San Francisco de Paula es una de las mayores iglesias de Nápoles. Está ubicada en el hemiciclo de la plaza del Plebiscito, frente al Palacio Real. Se trata de la iglesia italiana más importante del período neoclásico.

## Historia

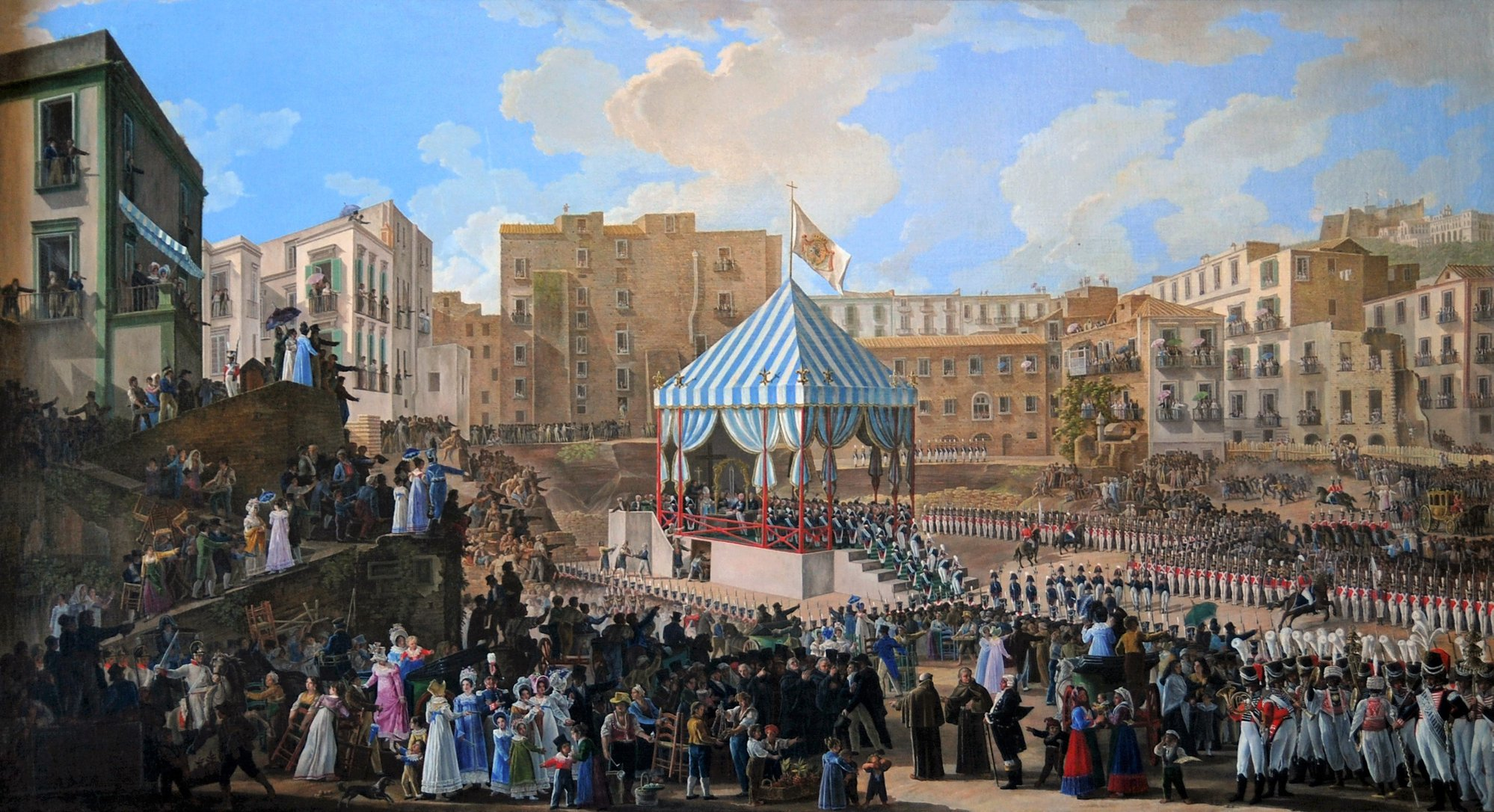
Puesta de la primera piedra en una pintura de Aniello De Aloysio, 1816.

En 1809 Joaquín Murat, rey de Nápoles durante la ocupación napoleónica, ordenó la demolición de los antiguos conventos del Largo di Palazzo (la actual Plaza del Plebiscito) y convocó un concurso público para la realización de una nueva plaza. El arquitecto Leopoldo Laperuta fue encargado de la construcción del amplio hemiciclo sustentado por 38 columnas gigantes de orden dórico, que debía enfrentarse al Palacio Real y tomar como referencia la antigua tradición de las plazas porticadas, centro de las actividades políticas, económicas, sociales y culturales de la ciudad.
En 1815 el rey Fernando I decidió la edificación de la basílica como exvoto a San Francisco de Paula por la reconquista del Reino, después del dominio francés: en 1817 fue convocado un nuevo concurso, que ganó el arquitecto suizo Pietro Bianchi. Este, en la realización de la iglesia, mostró grandes cualidades de ingeniería, testimoniadas por la solidez de la obra y por la inteligencia de las soluciones técnicas.
Las obras se terminaron en 1824, pero solo en 1836 la iglesia fue inaugurada por el papa Gregorio XVI, que le otorgó el título de basílica, la hizo independiente de la Archidiócesis de Nápoles y le concedió a sus sacerdotes el privilegio de celebrar misa con el altar dirigido hacia los fieles.

## Exterior

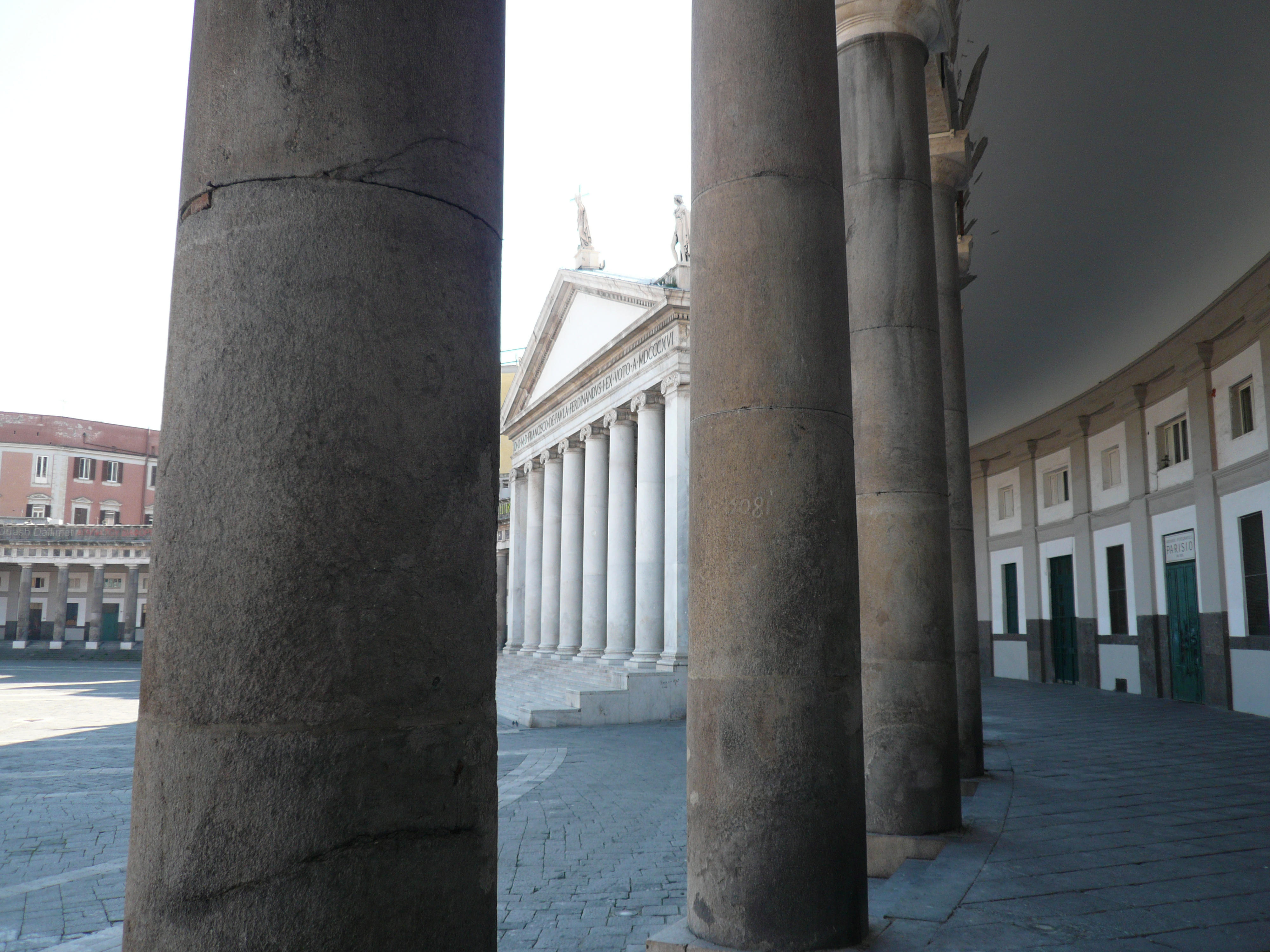
Vista desde la columnata.

La iglesia, por su forma circular, recuerda el Panteón de Agripa. La fachada es precedida por un pronaos formado por seis columnas y dos pilares de orden jónico, que sostienen un arquitrabe en el que está tallada la dedicatoria: «D.O.M.D. FRANCISCO DE PAULA FERDINANDUS I EX VOTO A MDCCCXVI».
El pronao está coronado por un tímpano clasicista en cuyas cumbres están colocadas tres estatuas representando a la Religión, en el centro, San Francisco de Paula, titular de la iglesia, y San Fernando, en honor del rey Fernando I. El pronao es accesible por el pórtico y por la escalera que sube desde la plaza.
En el pórtico se encuentran las estatuas de las cuatro virtudes cardinales y las tres virtudes teologales. El proyecto original preveía la colocación de dos estatuas simbolizando la Piedad y la Constancia, virtudes manifestadas por el rey y por Fernando I de Nápoles; sin embargo, en lugar de estas, se decidió colocar en la plaza las dos estatuas equestres que representan al rey Fernando I (obra de Antonio Canova) y a su padre, Carlos III, rey de Nápoles y de España (obra de Antonio Calì).
La iglesia está rematada por tres cúpulas: la central, de 53 metros de altura, está construida en un amplio y alto tambor.

## Interior

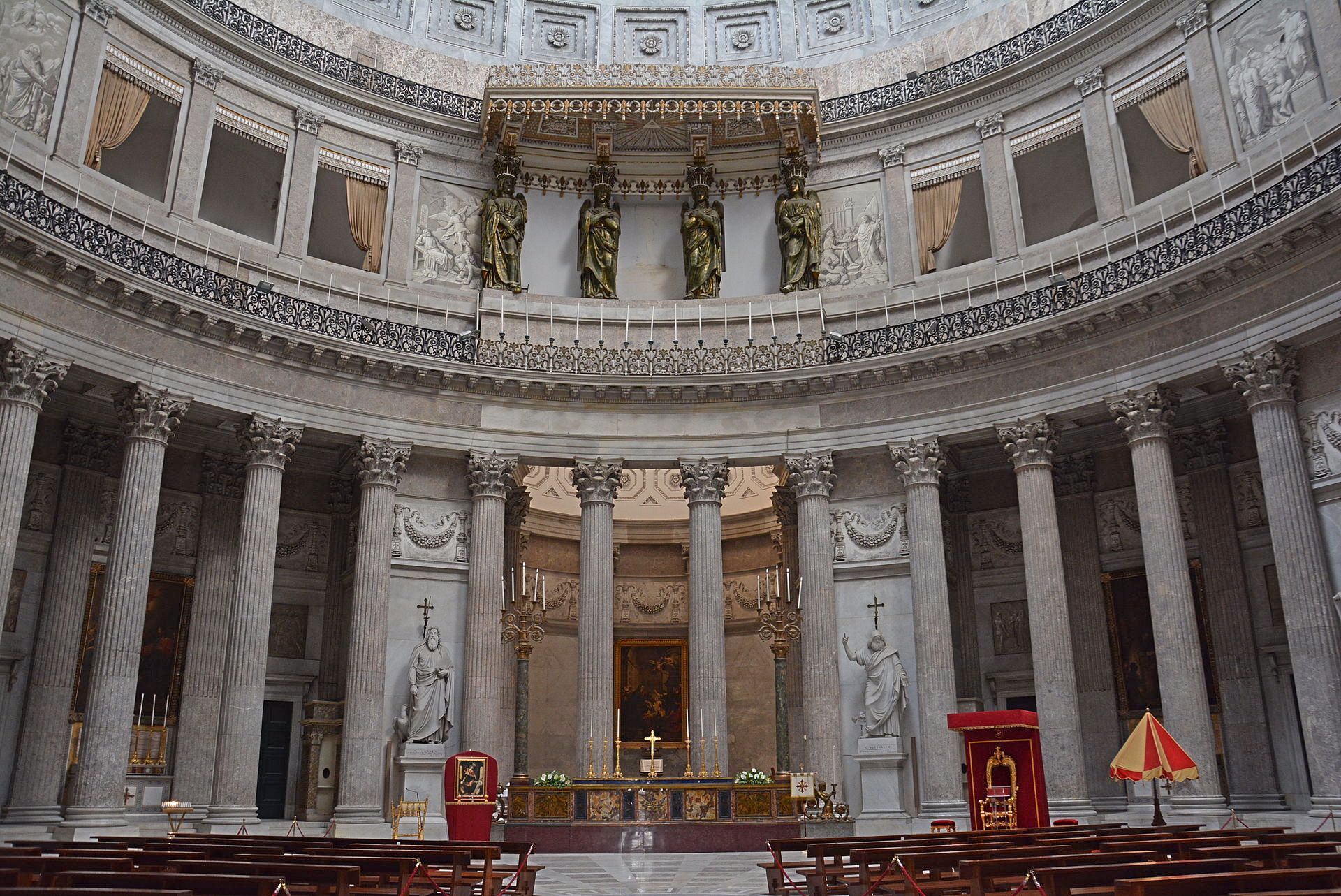
Cuerpo central.

Se accede a un atrio, flanqueado por dos capillas; en la derecha se conserva una obra juvenil de Luca Giordano, Sant'Onofrio Orante.

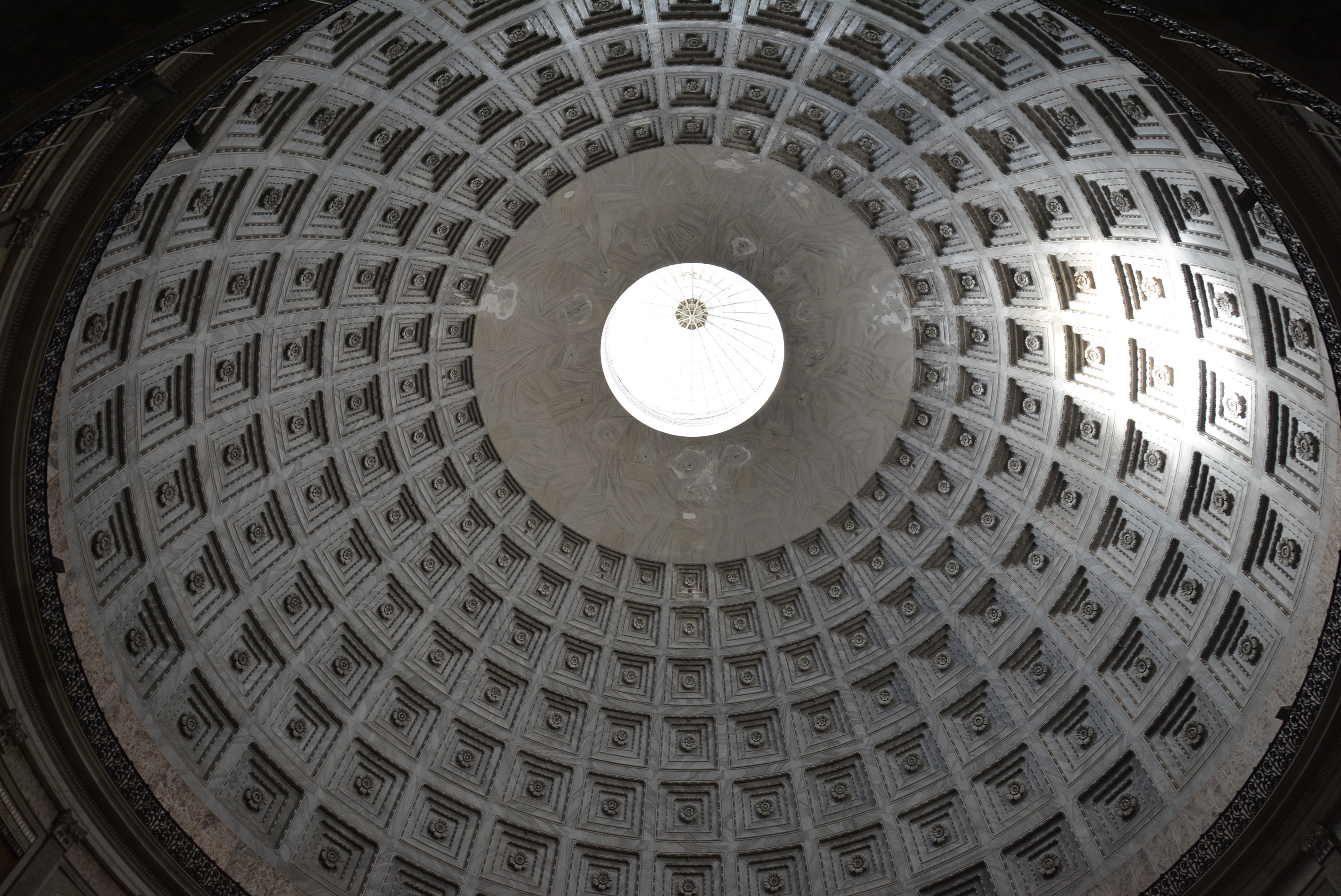
Cúpula.

El centro la rotonda, del diámetro de 34 metros, está cubierta por una cúpula sostenida por 34 columnas de orden corintio, de 11 metros de altura con fustes en mármol de Mondragone, y pilares alternados.
Sobre la columnata están las tribunas y, a lo largo de las paredes, ocho estatuas de santos: San Juan Crisóstomo, obra de Gennaro Calì, San Ambrosio de Tito Angelini, San Lucas de Antonio Calì, San Mateo de Carlo Finelli, San Juan de Pietro Tenerani, San Marcos de Giuseppe de Fabris, San Agustín de Tommaso Arnaud y San Atanasio de Angelo Solani.

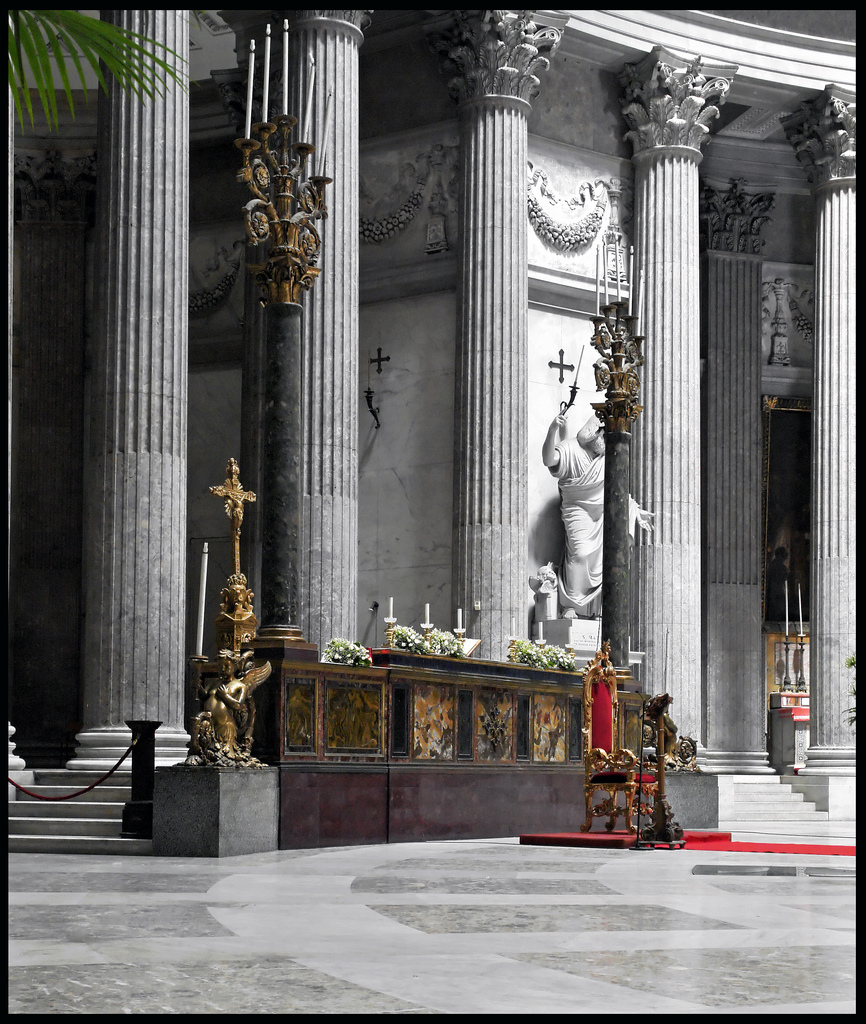
El altar mayor.

Sobre los altares de las capillas se encuentran, de derecha a izquierda, las siguientes pinturas: San Nicola da Tolentino y San Francesco di Paola che riceve da un angelo lo stemma della carità de Nicola Carta, Ultima comunione di San Ferdinando di Castiglia de Pietro Benvenuti, Transito di San Giuseppe de Camillo Gerra, Immacolata y Morte di Sant'Andrea Avellino de Tommaso de Vivo.
Frente a la entrada está el altar mayor, obra de Anselmo Cangiano de 1641, traslado aquí en 1835 desde la Iglesia de los Santos Apóstoles, adornado de lapislázulis y piedras preciosas.
En el ábside se encuentra San Francesco di Paola resuscita un morto, tela de Vincenzo Camuccini; en la sacristía, Immacolata de Gaspare Landi y Circoncisione de Antonio Campi.